# Jetrbenk
Jeterbenk je 774 m visok vrh, ki se nahaja med Slavkovim domom na Golem Brdu in Katarino (vas Topol). Z vrha, na katerem se nahaja velik križ ter pod njim vpisna skrinjica z žigom, se nam odpre lep razgled proti delu Gorenjske in Ljubljanske kotline.

## Zgodovina
Jetrbeški grad (Hertenberg) se prvič omenja okoli l. 1012 zgrajen pa je bil verjetno še petdeset let prej. Sprva je bil samo lesen razgledni stolp, kasneje pa je okoli zrasel donžon in leseno obzidje. Okoli l. 1150 je Raubar Pametni ukazal podreti leseno obzidje in zgraditi kamnito. Toda tudi zaradi svoje lege je Jetrbenk dolgo časa ostal nezavzet.
Jetrbenk je kmalu postal zelo mogočen grad in eden redkih, ki so mu za razliko vladali slovenski grofi, ne nemški. Skozi stoletja je vzdržal tri obleganja, kugo in lakoto. Jetrbenški grofi so bili na strani Celjanov v vojni proti Habsburžanom in po njihovem izumrtju l. 1479 je nemški cesar Friderik III. Habsburški grad Jetrbenk po trimesečnem obleganju končno zavzel, ga izropal in požgal. Ironično pa posesti Jetrbenških grofov ni zasegel zato so Jetrbenki obdržali posesti do 1918 ko jim je z nacionalizacijo zemlje ostala le posest na Golem Brdu. Točno na mestu kjer je nekoč stal grad pa so v 20. stoletju postavili velik lesen križ.

## Seznam posestnikov Jetrbenka
Rodbina Raubar
- Raubar Pametni (1148-1159)
- Udalrik I. (1159-1172) sin Raubarja Pametnega
- Adalbert I. (1172-1196) sin Udalrika I.
- Udalrik II. (1196-1214) prvi sin Adalberta I.
- Jesen II. (1214-1239) drugi sin Adalberta I.
- Pribigoj II. (1239-1262) sin Jesena II.
- Jesen III. (1262-1284) sin Pribigoja II.
- Udalrik III. (1284-1304) sin Jesena III.
- Rajnboto I. (1304-1355) vnuk Udalrika III.
- Udalrik IV. (1355) prvi sin Rajnbota I.
- Jesen IV. (1355-1359) drugi sin Rajnbota I.
- Pribigoj III. (1359-1389) drugi sin Jesena IV.
- Rajnboto II. (1389-1406) četrti sin Jesena IV.,
- Jupestron I. (1406-1435) sin Rajnbota II.
- Katarina I. (1435-1467) hčerka Jupestrona I.

Rodbina Jetrbenk-Lihtemberk
- Antiohija (1467-1498) hčerka Katarine I., od l. 1479 je naziv grof Jetrbenka "votel".
- Robert I. (1498-1517) sin Antiohije
- Selevk I. (1517-1524) prvi sin Roberta I.
- Selevk II. (1524-1556) sin Selevka I.
- Selevk III. (1556-1602) sin Selevka II.
- Selevk IV. (1602-1626) sin Selevka III.
- Selevk V. (1626-1629) sin Selevka IV.
- Katarina II. (1629-1692) hčerka Selevka V.

Rodbina Jetrbenk-Lihtemberk-Strmol
- Filip I. (1692-1714) sin Katarine II.
- Filip II. (1714-1732) sin Filipa I.
- Ana (1732-1763) hčerka Filipa II.

Rodbina Vidmar
- Marijana (1763-1802) hčerka Ane

Rodbina Pavlič
- Robert II. (1802-1803) sin Marijane
- Urban (1803-1804) prvi sin Roberta II.
- Bernard (1804-1814) sin Urbana
- Martin I. (1814-1823) drugi sin Roberta II.
- Elizabeta (1823-1873) hčerka Martina I.

Po smrti Elizabete je naziv grof Jetrbenka dobila družina Bradeško iz Golega Brda in se od takrat deduje v tej družini.